# 金門菜刀

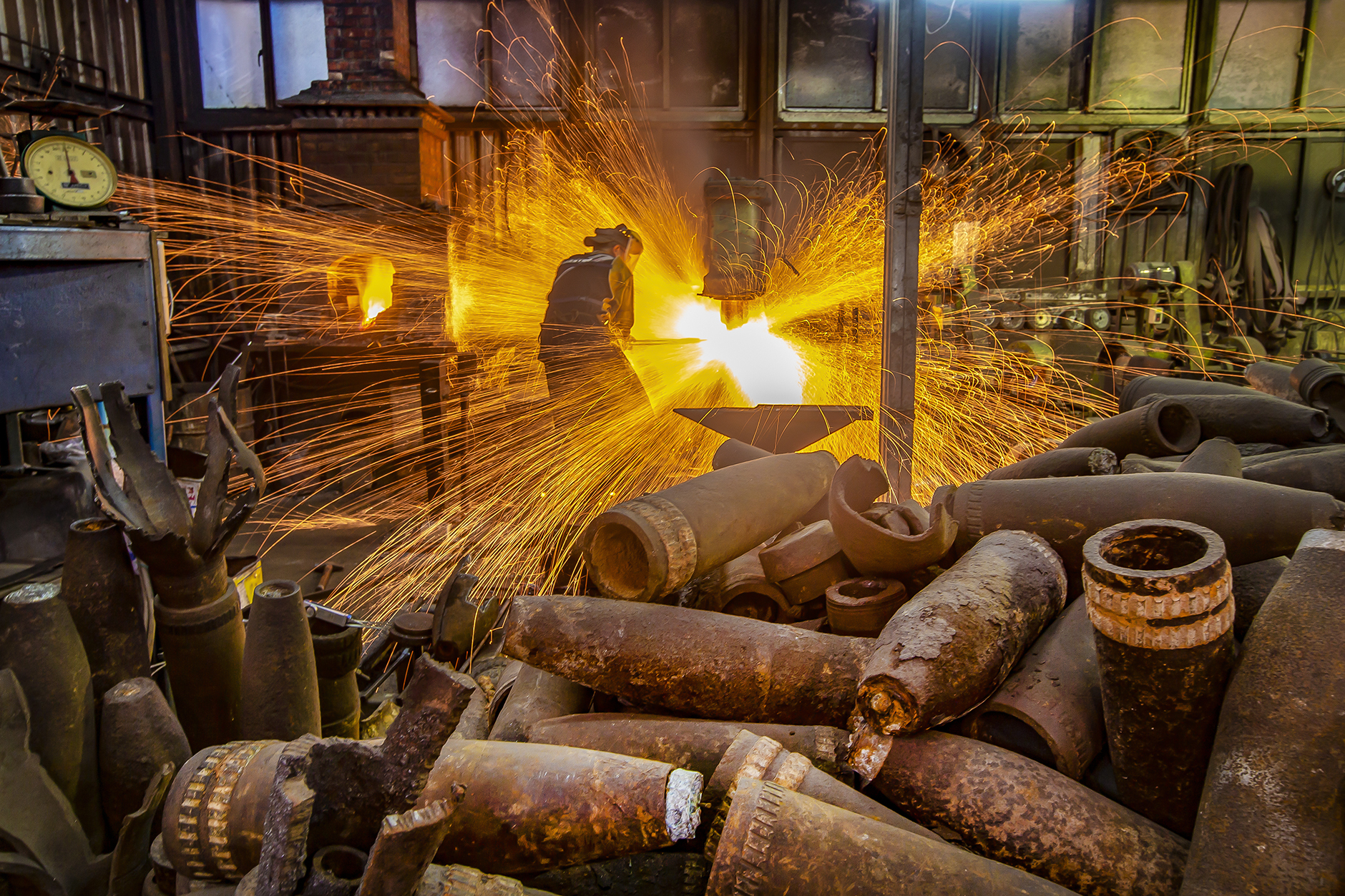
金门菜刀製造場景

金门菜刀是中華民國金門縣當地出產的菜刀，因刀刃鋒利且耐用而聞名，又稱「砲彈鋼刀」。西元1958年（民國47年），金門爆發了八二三砲戰，中國人民解放軍朝金門發射無數榴彈及砲宣彈，這些砲彈成為了製刀的主要原料。

## 歷史
1958年至1979年之間，解放軍使用榴彈和砲宣彈砲擊金門，20年間有超過100萬枚砲彈落在金門。砲擊前期使用會爆炸的榴彈，後期則使用不會爆炸的砲宣彈。這兩種砲彈的彈片是菜刀的主要材料，據說一顆大型砲彈可以製成60把菜刀，還說當年所收集的這些彈片至今尚未用完。
砲戰後，金合利鋼刀店創始人吳朝熙廣搜整座島內的廢棄彈殼，將其用於鍛造刀具。由於彈頭的鋼鐵品質極佳，以之打造出來的菜刀也特別鋒利、耐用，鋼中帶韌的特性，即使切割硬物也不易變形，使金門菜刀在兩岸遠近馳名。為防贗品混充，刀廠還首創開放現場指定彈片來製刀。
現今製作金門菜刀的著名鋼刀店有『金合利鋼刀』和『金永利鋼刀』。由於菜刀具有紀念價值，早年到金門服役的中華民國國軍返台時，常會帶上幾把作爲紀念，2001年開放小三通後，金門菜刀亦成了中國大陸觀光客爭相搶購的紀念品之一。

## 店家

### 金合利鋼刀
- 1937年，吳朝熙創立「金合利製刀廠」，設於金城鎮吳厝，其師承清光緒年間始祖吳宗山，始祖習藝於廈門，廣搜廢棄彈殼，專營打鐵及農具鍛造[3]。

### 金永利鋼刀
- 1952年，林孫顯創立「金永利製刀廠」，設於金城鎮後埔街（邱良功母節孝坊側），廣搜廢棄彈殼，專攻刀具焠煉及鍛造工夫[4]。

## 圖庫
- 鋼刀店內彈殼彩繪
- 鋼刀店內彈殼彩繪
- 鋼刀店內彈殼彩繪
- 鋼刀店內彈殼彩繪
- 鋼刀店內彈殼彩繪
- 鋼刀店內彈殼展示

## 外部連結
- 维基共享资源上的相關多媒體資源：金門菜刀